# Deh Vali
Deh Vali (persiska: ده والی) är en ort i Iran.   Den ligger i provinsen Kerman, i den sydöstra delen av landet, 900 km sydost om huvudstaden Teheran. Deh Vali ligger 2 838 meter över havet och antalet invånare är 127.
Terrängen runt Deh Vali är huvudsakligen kuperad, men åt sydväst är den bergig. Runt Deh Vali är det glesbefolkat, med 17 invånare per kvadratkilometer. Närmaste större samhälle är Darb-e Behesht, 4,7 km norr om Deh Vali. Trakten runt Deh Vali är ofruktbar med lite eller ingen växtlighet.